# کولساسبرگ
کولساسبرگ (به آلمانی: Kolsassberg) یک منطقهٔ مسکونی در اتریش است که در اینسبروک لند واقع شده‌است. کولساسبرگ ۳۵٫۳۷ کیلومتر مربع مساحت دارد ۹۰۶ متر بالاتر از سطح دریا واقع شده‌است.